# Seven de Londres 2012
El Seven de Londres de 2012 fue la duodécima edición del torneo inglés de rugby 7, fue el noveno y último torneo de la temporada 2011-12 de la Serie Mundial Masculina de Rugby 7.
Se disputó en el Twickenham Stadium de Londres.

## Fase de grupos

### Grupo A
| Equipo        | Encuentros | Encuentros | Encuentros | Encuentros | Tantos  | Tantos    | Tantos     | Puntos |
| Equipo        | jugados    | ganados    | empatados  | perdidos   | a favor | en contra | diferencia | Puntos |
| ------------- | ---------- | ---------- | ---------- | ---------- | ------- | --------- | ---------- | ------ |
| Nueva Zelanda | 3          | 3          | 0          | 0          | 88      | 17        | +71        | 9      |
| Argentina     | 3          | 2          | 0          | 1          | 48      | 41        | +7         | 7      |
| Rusia         | 3          | 1          | 0          | 2          | 42      | 92        | −50        | 5      |
| Kenia         | 3          | 0          | 0          | 3          | 31      | 59        | −28        | 3      |

Nota: Se otorgan 3 puntos al equipo que gane un partido, 2 al que empate y 1 al que pierda

### Grupo B
| Equipo         | Encuentros | Encuentros | Encuentros | Encuentros | Tantos  | Tantos    | Tantos     | Puntos |
| Equipo         | jugados    | ganados    | empatados  | perdidos   | a favor | en contra | diferencia | Puntos |
| -------------- | ---------- | ---------- | ---------- | ---------- | ------- | --------- | ---------- | ------ |
| Samoa          | 3          | 3          | 0          | 0          | 71      | 43        | +28        | 9      |
| Inglaterra     | 3          | 2          | 0          | 1          | 50      | 19        | +31        | 7      |
| Francia        | 3          | 1          | 0          | 2          | 38      | 69        | −31        | 5      |
| Estados Unidos | 3          | 0          | 0          | 3          | 37      | 65        | −28        | 3      |

### Grupo C
| Equipo   | Encuentros | Encuentros | Encuentros | Encuentros | Tantos  | Tantos    | Tantos     | Puntos |
| Equipo   | jugados    | ganados    | empatados  | perdidos   | a favor | en contra | diferencia | Puntos |
| -------- | ---------- | ---------- | ---------- | ---------- | ------- | --------- | ---------- | ------ |
| Fiyi     | 3          | 3          | 0          | 0          | 91      | 12        | +79        | 9      |
| España   | 3          | 2          | 0          | 1          | 65      | 26        | +39        | 7      |
| Gales    | 3          | 1          | 0          | 2          | 33      | 77        | −44        | 5      |
| Zimbabue | 3          | 0          | 0          | 3          | 12      | 86        | −74        | 3      |

### Grupo D
| Equipo    | Encuentros | Encuentros | Encuentros | Encuentros | Tantos  | Tantos    | Tantos     | Puntos |
| Equipo    | jugados    | ganados    | empatados  | perdidos   | a favor | en contra | diferencia | Puntos |
| --------- | ---------- | ---------- | ---------- | ---------- | ------- | --------- | ---------- | ------ |
| Australia | 3          | 3          | 0          | 0          | 72      | 34        | +38        | 9      |
| Sudáfrica | 3          | 2          | 0          | 1          | 78      | 24        | +54        | 7      |
| Escocia   | 3          | 1          | 0          | 2          | 43      | 59        | −16        | 5      |
| Portugal  | 3          | 0          | 0          | 3          | 17      | 93        | −76        | 3      |

## Fase Final

### Cuartos de final
| 13 de mayo | Nueva Zelanda | 36 - 0 | Sudáfrica |  |  |

| 13 de mayo | Fiyi | 21 - 14 | Inglaterra |  |  |

| 13 de mayo | Australia | 7 - 12 | Argentina |  |  |

| 13 de mayo | Samoa | 22 - 7 | España |  |  |

### Semifinal
| 13 de mayo | Nueva Zelanda | 7 - 31 | Fiyi |  |  |

| 13 de mayo | Argentina | 19 - 21 | Samoa |  |  |

### Final
| 13 de mayo | Fiyi | 38 - 15 | Samoa |  |  |

| Bandera de Fiyi        |
| Campeón Fiyi           |
| 3º título del circuito |